# Rudolf III. z Lichtenštejna-Murau
Rudolf III. z Lichtenštejna-Murau (německy Rudolph III. von Liechtenstein-Murau, † mezi 28. červnem 1425 a 5. únorem 1426) byl rakouský šlechtic z rodu Lichtenštejnů, pán z Lichtenštejna, Murau v Horním Štýrsku.

## Život

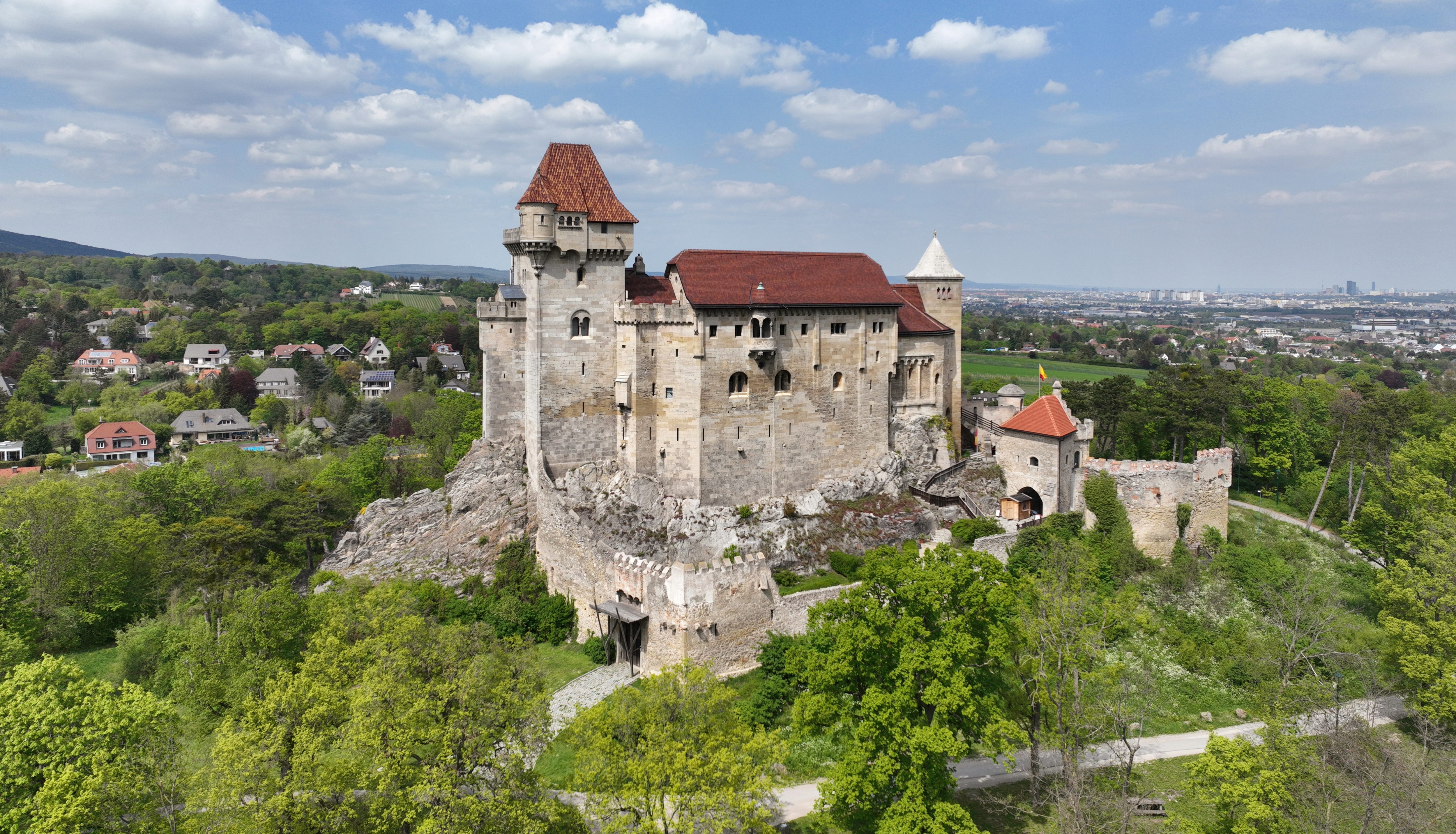
Hrad Liechtenstein, Dolní Rakousko

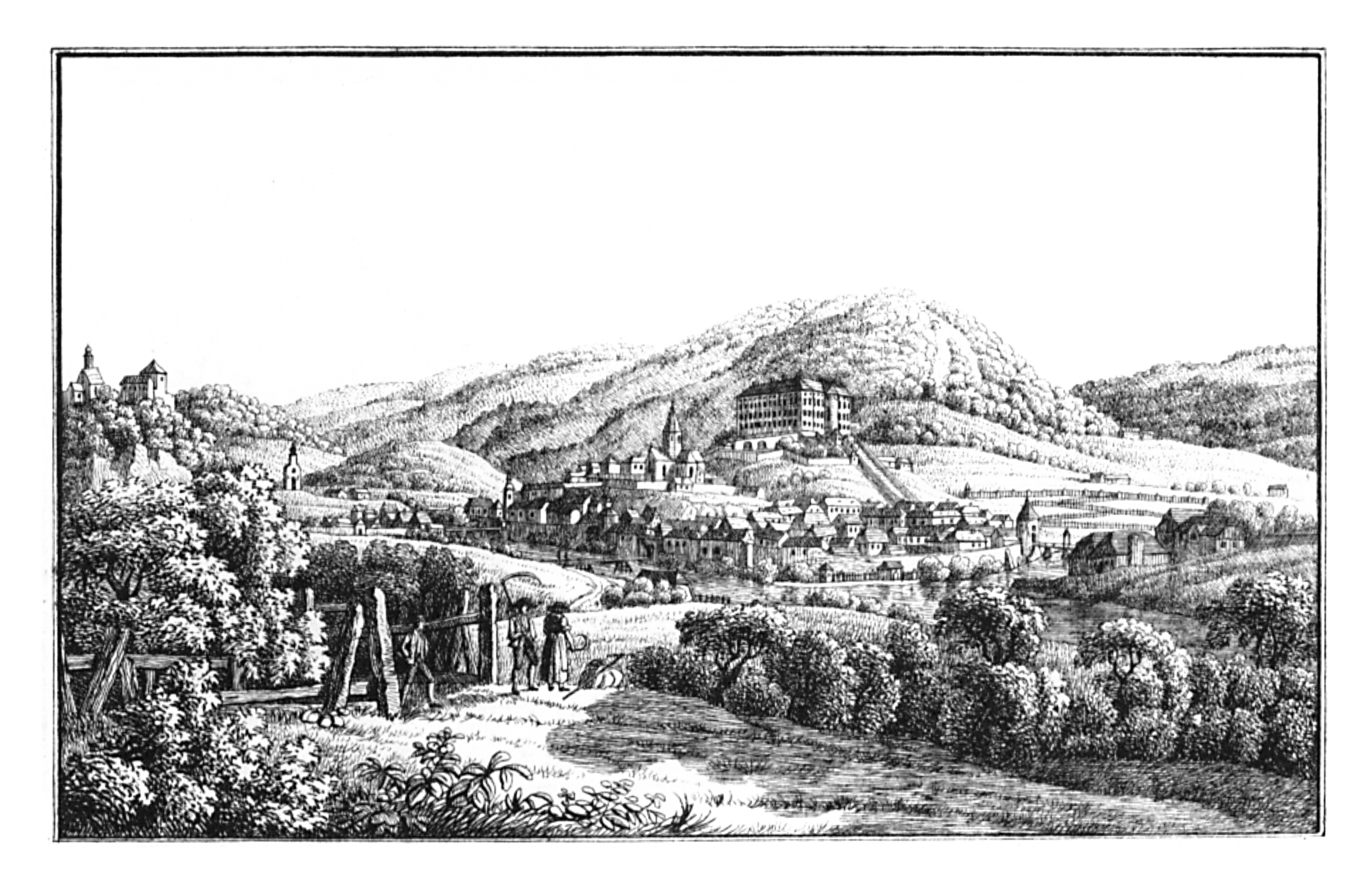
Zámek Obermurau/Murau kolem roku 1830

Narodil se jako syn Jana I. z Lichtenštejna-Murau († 1395) a jeho manželky Anny Ptujské († po roce 1377), dcery Herdegena I. Ptujského († po roce 1352), maršála Štýrska a hraběnky Kláry Gorické. 
Jeho sestra Anna z Lichtenštejna-Murau († 1418) se 21. července 1394 provdala za hraběte Jakuba ze Stubenberg-Kappenbergu (1374 – 1435), císařského zemského hejtmana (1418–1419).

### Manželství a rodina
Rudolf III. z Lichtenštejna byl dvakrát ženat. Jeho první manželství s paní Alžbětou bylo bezdětné.
Podruhé se oženil po roce 1418 s Annou z Zelkingu († 1441/1448), vdovou po Jindřichovi V. z Lichtenštejna († před 1418), dcerou Albrechta z Zelkingu († 1349) a Minzie z Volkenstorfu († 1349). Také toto manželství zůstalo bezdětné.
Rudolf III. však měl syna s jinou ženou, jejíž totožnost není známa: 
- Linhart z Lichtenštejna († asi 1436/1437)